# باربارا بونانسيا
باربارا بونانسيا (مواليد 13 يونيو 1991) هي لاعبة كرة قدم إيطالية تلعب كمهاجم في نادي يوفنتوس.

## روابط خارجية
- باربارا بونانسيا على موقع الاتحاد الدولي (مؤرشف)  (الإنجليزية)
- باربارا بونانسيا على موقع الاتحاد الأوربي (الإنجليزية)
- باربارا بونانسيا على موقع قاعدة بيانات كرة القدم.إي يو (الإنجليزية)
- باربارا بونانسيا على موقع Soccerway.com (الإنجليزية)
- باربارا بونانسيا على موقع عالم كرة القدم.نت (الإنجليزية)